# Fabien Barthez
Fabien Alain Barthez (født 28. juni 1971 i Lavelanet, Frankrig) er en fransk tidligere fodboldmålmand, der vandt turneringer med Manchester United og det franske landshold, som han vandt VM i fodbold 1998 og EM i fodbold 2000 sammen med, og han nåede også til finalen i VM i fodbold 2006. Han deler rekorden med flest VM-clean sheets med Peter Shilton på 10. Professionelt har han stået på mål for sine klubber til en Champions League-titel og adskillige Ligue 1- og Premier League-titler.
Efter han endte sin fodboldkarriere i 2007, indledte han en karriere indefor motorsporten og har i 2014, 2016 og 2017 deltaget i racerløbet Le Mans.
I dag er han præsident hos Luzenac AP. Dette har han været siden 2012.